# Biblioteca de Zelanda
La Biblioteca de Zelanda (en neerlandés: Zeeuwse Bibliotheek) está situada en Kousteensedijk 7, Middelburg en los Países Bajos, se trata de la biblioteca oficial de la provincia de Zelanda y es también la biblioteca académica oficial de la Academia Roosevelt.
La biblioteca fue fundada en el año 1985, cuando una cantidad de diversas bibliotecas tales como una científica, provisional, pública, así como una serie de las especializadas fueron fusionadas, haciéndola la mayor institución cultural en Zelanda, así como una de las bibliotecas más importantes en los Países Bajos.